# Il lungo viaggio verso la notte
Il lungo viaggio verso la notte (Long Day's Journey into Night)  è un film del 1962 diretto da Sidney Lumet.
E' tratto dal dramma omonimo di Eugene O'Neill.

## Trama
James Tyrone è un attore sul viale del tramonto, sua moglie Mary è una donna rovinata dall'abuso di morfina e il figlio Jamie un ragazzo alcolizzato e disadattato. La famiglia si sgretola lentamente sotto gli occhi del figlio minore Edmund, tornato a casa dopo un'esperienza da marinaio e adesso deciso a intraprendere la carriera di scrittore.

## Riconoscimenti
- 1963 - Premio Oscar
  - Candidatura Miglior attrice protagonista a Katharine Hepburn
- 1962 - Festival di Cannes
  - Prix d'interprétation féminine a Katharine Hepburn[1]
  - Prix d'interprétation masculine a Dean Stockwell, Jason Robards e Ralph Richardson (ex aequo)[2]
  - Candidatura Palma d'oro al miglior film
- 1963 - Golden Globe
  - Candidatura Miglior attrice in un film drammatico a Katharine Hepburn
- 1963 - Directors Guild of America
  - Candidatura Miglior regia a Sidney Lumet